# Agena (raketový stupeň)

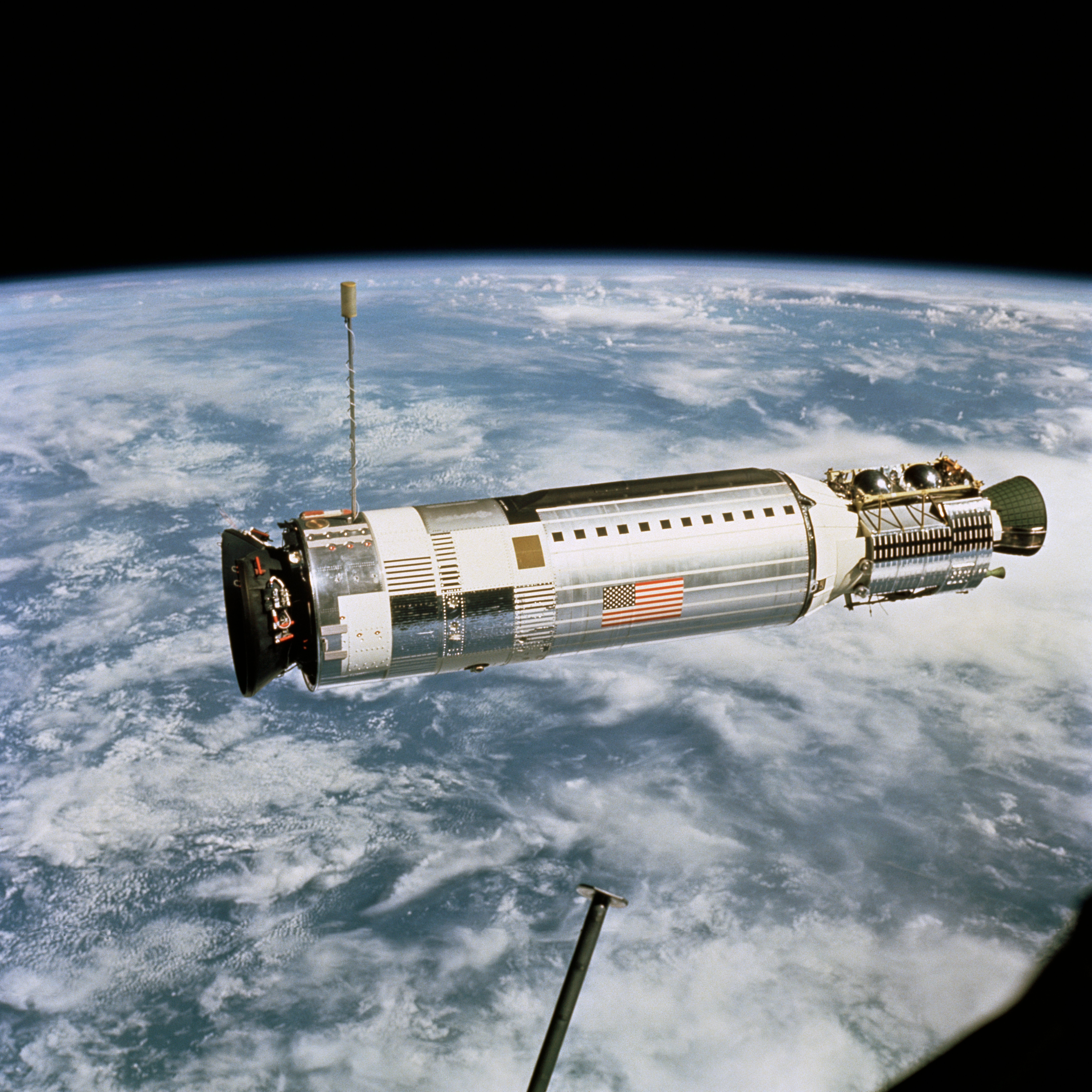
Agena D

Agena (RM-81 Agena) byl raketový stupeň široce používaný v 60. a 70. letech 20. století, jako horní stupeň raket Thor, Atlas a Titan. Byl vyvinut americkou společností Lockheed v 50. letech, v rámci programu amerických špionážních satelitů. Agena byl v podstatě první víceúčelový satelit a posloužil jako základ mnohých vojenských i civilních satelitů. Další využití našel i v pilotovaném programu Gemini, kde Agena sloužil jako cílové těleso pro nácvik spojování lodí na orbitě. Celkem bylo do vesmíru vyneseno přibližně 365 stupňů Agena, poslední z nich v roce 1987.

## Stručná historie

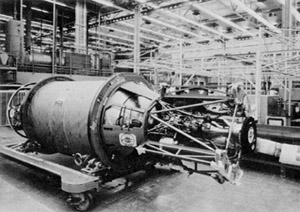
Agena D před konečnou montáží

V roce 1955 byl USAF zahájen program WS-117L, který měl za úkol vývoj strategického špionážního satelitního systému. Hlavním úkolem programu bylo vyvinout univerzální platformu, která by mohla být vybavena různými typy kamerových a fotografických přístrojů, zároveň by byla vybavena vlastním pohonem a manévrovacími tryskami a mohla být vypuštěna jako horní stupeň v té době vyvíjených raket. Hlavním dodavatelem byl v říjnu 1956 zvolen Lockheed. Stupeň Agena byl v podstatě postaven kolem motoru Bell XLR81, který byl původně vyvinut pro raketový zbraňový systém bombardéru B-58 Hustler (proto jej USAF označuje jako vojenskou střelu: RM-81 Agena). První start v kombinaci s raketou Thor proběhl v lednu 1959 a byl neúspěšný, avšak 28. února téhož roku proběhl další start, tentokrát již úspěšný a na oběžnou dráhu byl umístěn satelit Discoverer 1. Stupeň byl používán na raketách Thor až do konce 60. let a na raketách Atlas jej roku 1966 nahradil stupeň Centaur. Několik stupňů Agena bylo využito v programu Gemini mezi lety 1965 a 1966, kde sloužily pro nácvik přibližovacích a spojovacích manévrů na orbitě. 

## Popis

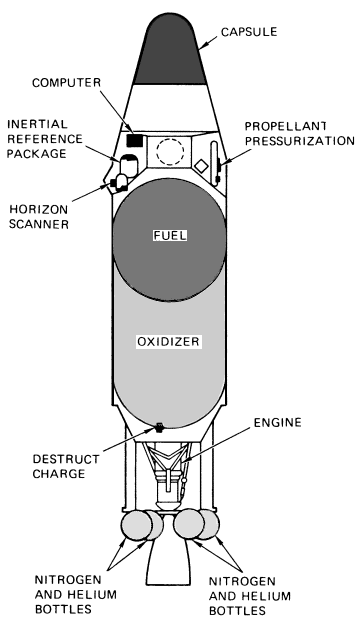
Schema stupně Agena

Motor Bell XLR81 (viz Bell 8000) používal jako palivo hydrazin a jako okysličovadlo kyselinu dusičnou. Tryska byla výkyvně zavěšena a umožňovala směrovat vektor výstupních plynů. Tryska byla chlazena regenerativním systémem, ale soustava kanálků nebyla klasické „špagetové“ konstrukce, kde jsou chladicí trubičky připájeny na vnější stranu stěny trysky, ale trysku tvořil pouze hliníkový kužel, v němž byly vyvrtány dělovým vrtákem blízko sebe díry, které tvořily chladicí okruh. Motor mohl být několikrát restartován, protože palivo bylo hypergolické, nebyl potřeba žádný zážehový systém.

### Parametry Agena A
Motor XLR81, firemní značení Bell 8048.
- tah (vakuum): 68,75 kN
- specifický impuls (vakuum): 276 sekund (2710 N.s/kg)
- hmotnost: 725 kg
- délka: 4,73 m
- průměr: 1,52 m
- počet motorů: 1
- tlak v komoře: ~1000 kPa
- expanzní poměr: 20:1
- doba činnosti: 120 sekund
- palivo: Hydrazin
- okysličovadlo: Kyselina dusičná
- poměr tah/hmotnost: 55,36

### Varianty
- Agena A – Základní verze
- Agena B – Silnější motor Bell 8081, větší nádrže. Tah 71,2 kN, doba zážehu: 240 sekund
- Agena C – Pouze koncept, nikdy nedokončen.
- Agena D – Vylepšené motory, používány verze Bell 8096 a 8247, doba zážehu zvýšena až na 265 sekund.

Většina parametrů je stále nezveřejněna, protože podléhá utajení jako všechny programy špionážních satelitů. Každý ze 365 stupňů Agena byl vypuštěn NASA nebo USAF. Poslední start se konal 2. února 1987, jako druhý stupeň rakety Titan 34B.